# 訃報 2013年1月
訃報 2013年1月（ふほう 2013ねん1がつ）では、2013年1月に物故した、又は物故が報じられた人物についてまとめる。

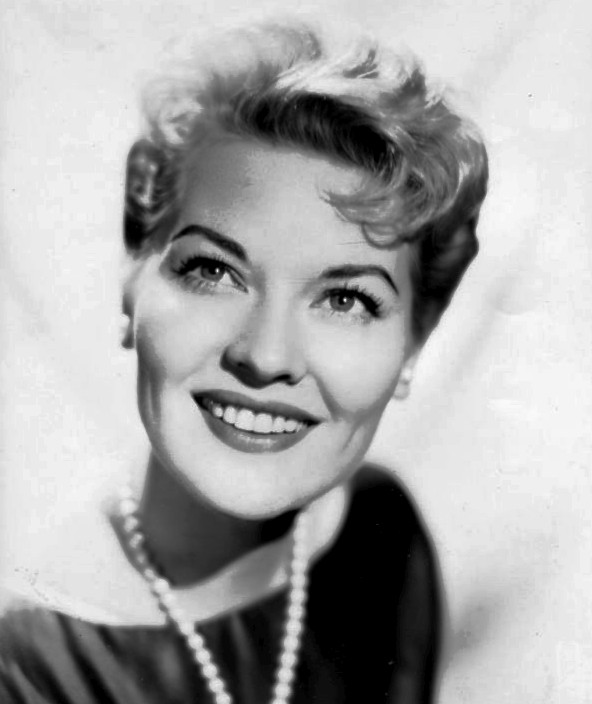
パティ・ペイジ／1月1日没

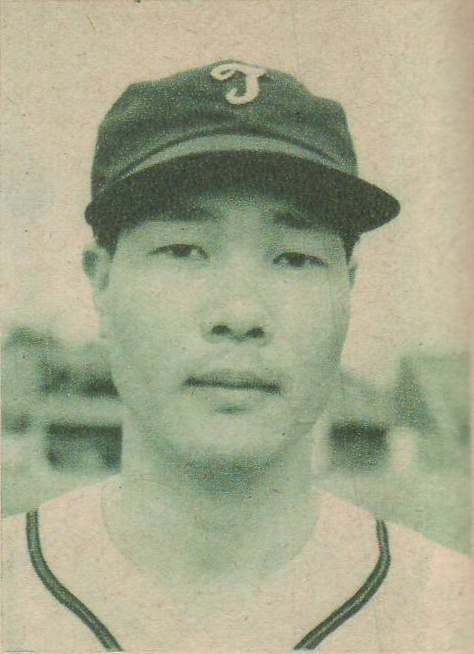
高野裕良／1月2日没

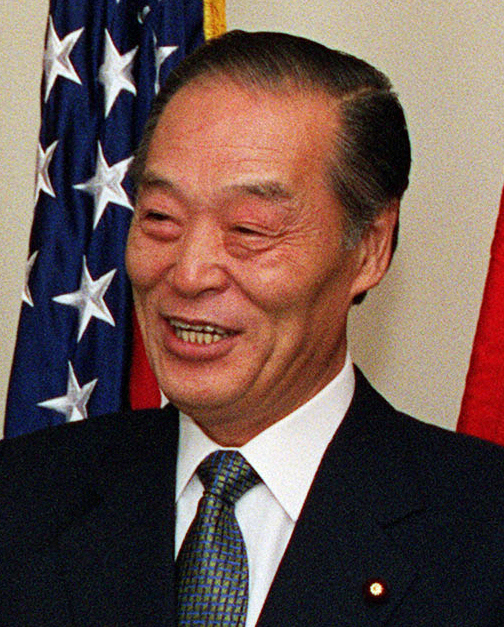
瓦力／1月13日没

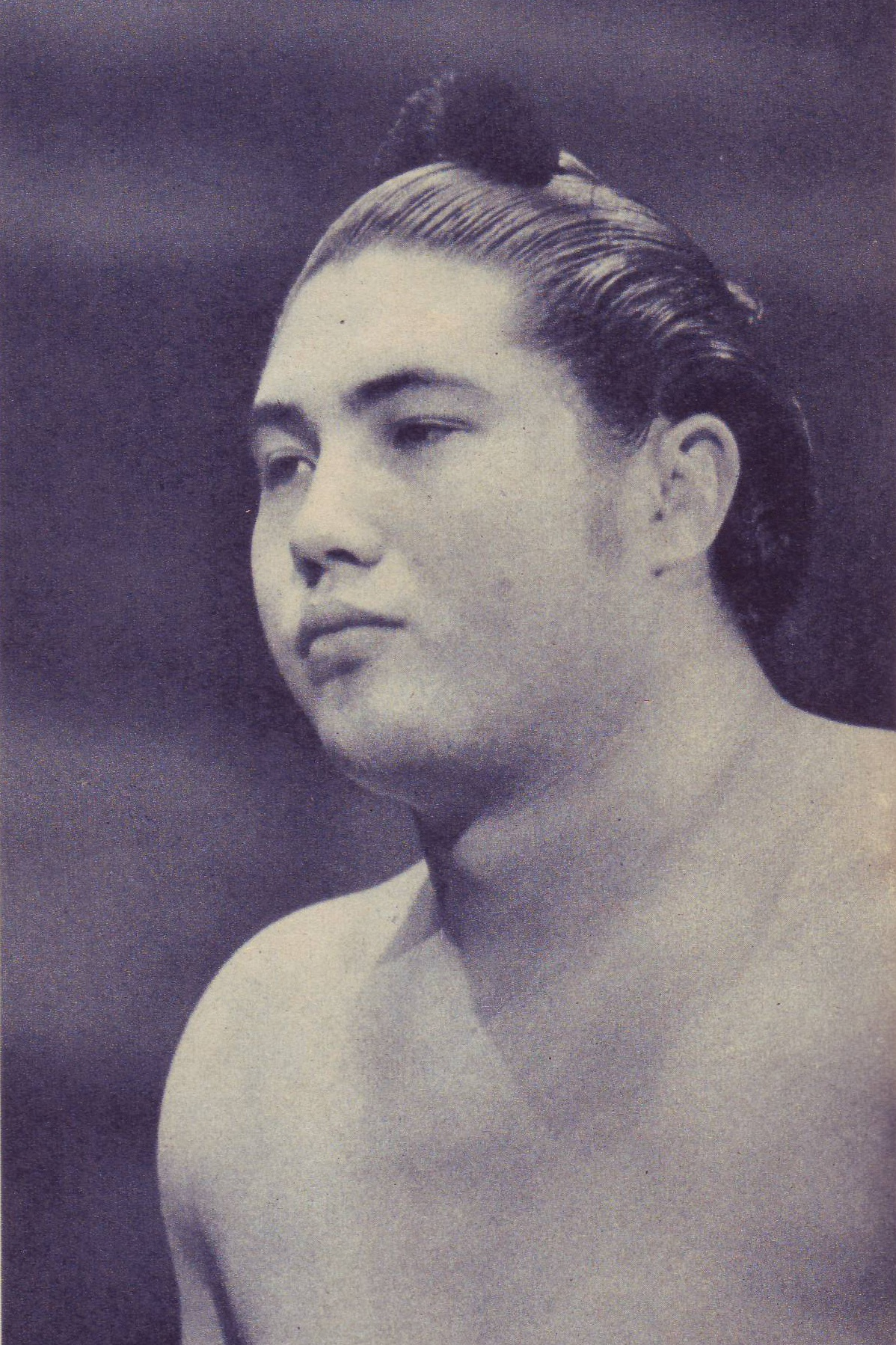
大鵬幸喜／1月19日没

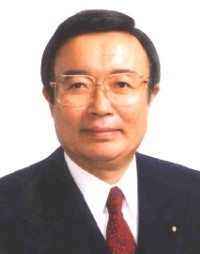
佐藤剛男／1月23日没

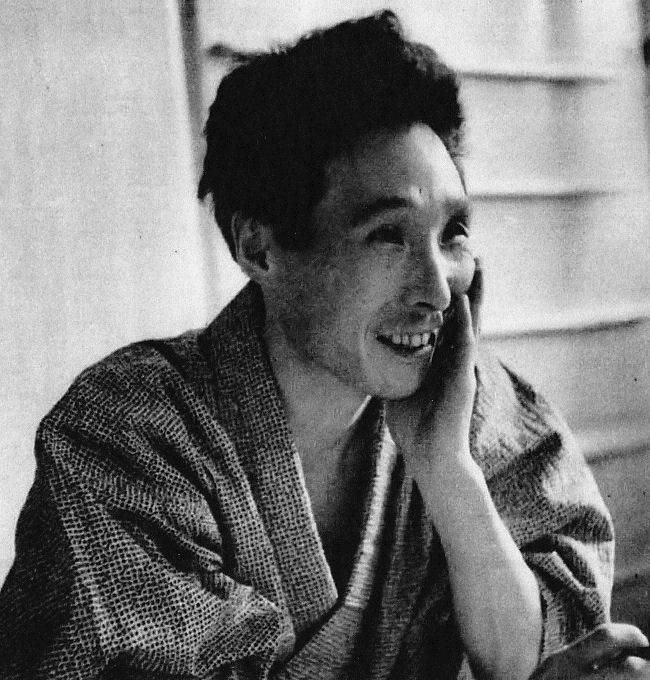
安岡章太郎／1月26日没

## 1日 - 15日
- 1月1日 - パティ・ペイジ、アメリカ合衆国の歌手、『テネシーワルツ』を歌った歌手（* 1927年）[1]
- 1月1日 - 上村幸治、日本の政治学者、ジャーナリスト、元毎日新聞中国総局長、獨協大学教授（* 1958年）[2]
- 1月2日 - マミー・リアーデン、アメリカ合衆国の長寿の女性（114歳117日没）、同国の最長寿者（* 1898年）[3]
- 1月2日 - 大谷幸夫、日本の建築家、都市計画家、東京大学名誉教授（* 1924年）[4]
- 1月2日 - 高野裕良、日本のプロ野球選手（* 1924年）[5]
- 1月2日 - 益田快範、日本の僧侶【律宗】、唐招提寺第84世長老（住職）（* 1924年?）[6]
- 1月2日 - 山下卓哉、日本の薬学者（薬品製造工学）、徳島大学名誉教授（* 1931年?）[7]
- 1月2日 - 大和久満（芳村伊十七）、日本の新邦楽大和楽の三味線方（* 1938年）[8]
- 1月2日 - ラディスラオ・マズルケビッチ、ウルグアイ出身の元サッカー選手（* 1945年）[9]
- 1月2日 - 熊谷たみ子、アイヌ民族のジャズ歌手、アイヌ語でジャズを歌った歌手（* 1952年?）[10]
- 1月2日 - マウルヴィ・ナジル、パキスタン・ターリバーン運動の指導者の一人（* 1975年）[11]
- 1月3日 - 成田守、日本の政治家、元青森県五所川原市長（* 1934年）[12]
- 1月3日 - 呉在植、大韓民国の元民主化運動家（* 1934年?）[13]
- 1月3日 - ヴァレリオ・ネグリーニ（イタリア語版）、イタリアのミュージシャン、イ・プー元メンバー（* 1946年）[14]
- 1月3日（死亡報道） - 佐々木久行、日本のプロゴルファー（* 1964年）[15]
- 1月3日 - バリー・スタンダー、南アフリカ共和国出身の元自転車競技（マウンテンバイクレース）選手（* 1987年）[16]
- 1月4日 - 木村栄一、日本の保険学者、一橋大学名誉教授（* 1925年）[17]
- 1月4日 - 辻第一、日本の医師、政治家、元衆議院議員【日本共産党所属】（* 1926年）[18]
- 1月4日 - 鳥居民、日本の歴史作家、評論家（* 1929年）[19]
- 1月4日 - 西山明徳、日本の教育者、東北大学名誉教授、前愛知みずほ大学短期大学部学長（* 1932年?）[20]
- 1月5日 - ピエール・コガン、フランスの元自転車競技（ロードレース）選手（* 1914年）[21]
- 1月5日 - 熱田一、日本の元農民、元活動家、成田闘争の一派三里塚芝山連合空港反対同盟熱田派の元代表（* 1920年?）[22]
- 1月5日 - 船越孝夫、日本の実業家、元四電工社長、元四国電力副社長（* 1925年?）[23]
- 1月5日 - 都築嘉弘、日本の物理学者（宇宙線物理学）、神戸大学名誉教授（* 1926年）[24]
- 1月5日 - 山本博之、日本の実業家、元新日鉄化学取締役（* 1952年?）[25]
- 1月5日 - 佐藤亜有子、日本の小説家（* 1969年）[26]
- 1月6日 - マダンジート・シン、インドの元外交官、芸術家、作家、ユネスコ親善大使（* 1924年）[27]
- 1月6日 - 小笠原義光、日本の水産学者（種苗生産）、東京水産大学（現東京海洋大学）名誉教授（* 1924年?）[28]
- 1月6日 - 榊原康夫、日本の牧師、説教家、著作家（* 1931年）[29]
- 1月6日 - 石川洋、日本のアナウンサー、元NHKチーフアナウンサー（* 1959年）[30]
- 1月6日 - 芝崎久美子、日本のチェンバロ奏者（* 1961年）[31]
- 1月6日（遺体発見） - 趙成珉、大韓民国出身の元プロ野球選手【読売ジャイアンツ】、野球指導者（* 1973年）[32]
- 1月7日 - 中川律雄、日本の実業家、元川崎重工業取締役（* 1917年?）[33]
- 1月7日 - 李俊、中華人民共和国の映画監督（* 1922年）[34]
- 1月7日 - 高松文樹、日本の詩人（* 1925年）[35]
- 1月7日 - 中山隆、日本の実業家、元帝都高速度交通営団理事（* 1928年?）[36]
- 1月7日 - 松井瑞夫、日本の医学者（眼科学）、元日本眼科学会理事長、日本大学名誉教授（* 1929年）[37]
- 1月7日 - 大垣和央、日本の実業家、大垣書店会長（* 1930年?）[38]
- 1月7日 - デヴィッド・エリス、アメリカ合衆国の映画監督、『スネーク・フライト』の監督（* 1952年）[39]
- 1月8日 - 渡辺力、日本のインダストリアルデザイナー（* 1911年）[40]
- 1月8日 - 安斎政威、日本の牧師（* 1912年）[41]
- 1月8日 - 中村日出夫、日本の武道家（空手道）、空手道拳道会総師（* 1913年）[42]
- 1月8日 - 古角俊郎、日本の元アマチュア野球選手（和歌山県立海草中学校時代に全国制覇）、高校野球指導者、元和歌山県立新宮高校監督（* 1921年）[43]
- 1月8日 - 宮川やすえ、日本の翻訳家（ロシア児童文学）、拓殖大学名誉教授（* 1926年）[44]
- 1月8日 - 西堀茂平、日本の政治家、元滋賀県湖東町長（* 1928年）[45]
- 1月8日 - 柿木吾郎、日本の音楽学者、上越教育大学名誉教授（* 1930年）[46]
- 1月8日 - 竹内克己、日本の経営者、ダイフク会長（* 1939年）[47]
- 1月8日 - 奥田章三、日本のトランペット奏者（* 1948年）[48]
- 1月8日 - マヌエル・モタ（英語版）、スペインのファッションデザイナー（* 1966年）[49]
- 1月9日 - 藤田良雄、日本の天文学者、東京大学名誉教授（* 1908年）[50]
- 1月9日 - ウィリス・ページ、アメリカ合衆国の指揮者、読売日本交響楽団初代常任指揮者（* 1918年）[51]
- 1月9日 - ジェームズ・M・ブキャナン、アメリカ合衆国の経済学者、財政学者、1986年ノーベル経済学賞受賞者（* 1919年）[52]
- 1月9日 - 西沢敏、日本の生物学者、東北大学名誉教授（* 1925年?）[53]
- 1月9日 - 片山利弘、日本のグラフィックデザイナー（* 1928年）[54]
- 1月9日 - リザナ・ナシカ、スリランカの元メイド、サウジアラビアの死刑囚（* 1988年）[55]
- 1月10日 - 原田青児、日本の俳人（* 1919年）[56]
- 1月10日 - 豊田亀市、日本の元雑誌編集者、週刊少年サンデー初代編集長（* 1925年）[57]
- 1月10日 - 山本満、日本の政治学者、一橋大学名誉教授（* 1927年）[58]
- 1月10日 - 山本喬司、日本の実業家、元蝶理副社長（* 1927年?）[59]
- 1月11日 - 野村達次、日本の研究者、実験動物中央研究所理事長（* 1922年）[60]
- 1月11日 - 中澤啓次、日本の経営者、元苫小牧民報社社長（* 1925年?）[61]
- 1月11日 - グエン・カーン、ベトナム共和国（南ベトナム）の元政治家、元軍人、元大統領、元首相（* 1927年）[62]
- 1月11日 - 原哲男、日本のお笑いタレント、喜劇俳優【よしもとクリエイティブ・エージェンシー】（* 1934年）[63]
- 1月11日 - グイド・フォルティ（英語版）、イタリアのレーシングチームオーナー（* 1940年）[64]
- 1月11日 - アーロン・スワーツ、アメリカ合衆国のプログラマー、ライター、インターネット活動家（* 1986年）[65]
- 1月12日 - 大久保琴、日本のスーパーセンテナリアン、女性世界最高齢の人物（* 1897年）[66]
- 1月12日 - 持田英、日本の経営者、元持田製薬会長（* 1919年）[67]
- 1月12日 - 林田侃、日本の数学者（代数学）、お茶の水女子大学名誉教授（* 1922年?）[68]
- 1月12日 - 熊谷寛次、日本の生物学者、山口大学名誉教授（* 1932年?）[69]
- 1月12日 - 木村周正、日本の経営者、元木村屋総本店社長（* 1942年?）[70]
- 1月13日 - 嶋井澄、日本の経営者、元日立物流社長（* 1917年）[71]
- 1月13日 - 作道恒太郎、日本の物理学者（固体物理学）、筑波大学名誉教授（* 1928年）[72]
- 1月13日 - 瓦力、日本の政治家、元衆議院議員【自由民主党所属】、第45・62・63代防衛庁長官、第65代建設大臣（* 1937年）[73]
- 1月13日 - 石田格、日本のマジック:ザ・ギャザリングプレイヤー、トレーディングカードゲームデザイナー（* 1979年）[74]
- 1月14日 - 三輪隆康、日本の経営者、興和グループ会長（* 1927年）[75]
- 1月14日 - 清水澄子、日本の政治家、元参議院議員【日本社会党・社会民主党所属】、元社会民主党副党首（* 1928年）[76]
- 1月14日 - 長田義明、日本の政治家、元大阪府議会議長（* 1934年）[77]
- 1月15日 - 楊白冰、中華人民共和国の元軍人、元政治家、楊尚昆元国家主席の弟（* 1920年）[78]
- 1月15日 - 東家三楽、日本の浪曲師、元日本浪曲協会会長（* 1921年）[79]
- 1月15日 - 米口實、日本の歌人（* 1921年）[80]
- 1月15日 - 辻井達一、日本の植物生態学者、湿原研究者、2012年ラムサール賞受賞者、元北海道大学教授（* 1931年）[81]
- 1月15日 - 大島渚、日本の映画監督、『愛のコリーダ』『戦場のメリークリスマス』の監督（* 1932年）[82]
- 1月15日 - 福田基、日本の俳人（* 1934年?）[83]
- 1月15日 - ジョン・トーマス、アメリカ合衆国の元陸上競技選手（走高跳）（* 1941年）[84]
- 1月15日 - チューチョ・カスティーヨ、メキシコの元プロボクサー、元WBA・WBCバンタム級世界王者（* 1944年）[85]
- 1月15日 - 荒砂任司、プロ野球選手（* 1935年）

## 16日 - 31日
- 1月16日 - 山田六一、日本の実業家、三協精機製作所（現ニデックインスツルメンツ）創業者のひとり、山田正彦の弟（* 1917年）[86]
- 1月16日 - エフドキア・メクシロ、ロシア（旧ソ連）の元クロスカントリースキー選手、1964年インスブルックオリンピック金メダリスト（* 1931年）[87]
- 1月16日 - 桐山勝、日本の元ジャーナリスト、元経営者、元日経CNBC社長（* 1944年）[88]
- 1月16日 - 鳳凰倶往、日本の元大相撲力士（* 1956年）[89]
- 1月17日 - 鈴木勉、日本の元経営者、元西日本放送社長、元四国新聞社専務（* 1919年?）[90]
- 1月17日 - 荒木一雄、日本の英語学者、名古屋大学名誉教授（* 1921年?）[91]
- 1月17日 - 大津栄一郎、日本のアメリカ文学者、明治学院大学名誉教授（* 1930年）[92]
- 1月17日 - ヤーコプ・アルユーニ、ドイツの小説家、推理作家、劇作家（* 1964年）[93]
- 1月17日 - 長尾旬、プロ野球選手（* 1935年）
- 1月18日 - 山岡勲、日本の工学者（水工・水文学）、北海道大学名誉教授（* 1920年?）[94]
- 1月18日 - 帯盛迪彦、日本の映画監督（* 1932年）[95]
- 1月18日 - 佐々木國雄、日本の実業家、ホリプロダクション副社長（* 1938年）[96]
- 1月18日 - 川口節子、日本の女優（* 1941年）[97]
- 1月18日 - 池森昭、日本の警察官、交通鑑識官、NHK『プロフェッショナル 仕事の流儀』の出演者（* 1953年）[98]
- 1月19日 - スタン・ミュージアル、アメリカ合衆国の元大リーグ選手【セントルイス・カージナルス】、1969年野球殿堂入り（* 1920年）[99]
- 1月19日 - 野々山一三、日本の政治家、元参議院議員【日本社会党所属】（* 1923年）[100]
- 1月19日 - 辻岡康、日本の工学者（機械力学）、慶應義塾大学名誉教授（* 1927年?）[101]
- 1月19日 - アール・ウィーバー、アメリカ合衆国の元大リーグ監督【ボルチモア・オリオールズ】、1996年野球殿堂入り（* 1930年）[102]
- 1月19日 - 五味俊和、日本の元出版関係者、元日本書籍出版協会専務理事（* 1931年）[103]
- 1月19日 - 亀井英一、日本の政治家、元神奈川県海老名市長（* 1932年）[104]
- 1月19日 - 福田弘平、日本の政治家、和紙職人、元栃木県烏山町長（* 1937年）[105]
- 1月19日 - 戸井有真、日本の実業家、元協和発酵工業副社長（* 1938年?）[106]
- 1月19日 - 大鵬幸喜、日本の元大相撲力士、第48代横綱、元大鵬部屋師匠（* 1940年）[107]
- 1月19日 - 富井澄博、日本の元アルペンスキー選手、1972年札幌・1976年インスブルックオリンピック代表（* 1949年）[108]
- 1月20日 - 江川昇、日本の政治家、元石川県金沢市長（* 1909年）[109]
- 1月20日 - 柴田トヨ、日本の詩人、詩集『くじけないで』の著者（* 1911年）[110]
- 1月20日 - 堯天義久、日本の建築学者（建築構造学）、元神戸大学学長、元大学入試センター所長（* 1921年）[111]
- 1月20日 - 倉岡澄、日本の実業家、元中部電力取締役（* 1924年?）[112]
- 1月20日 - 鈴木文彌、日本のアナウンサー、元日本放送協会所属（* 1925年）[113]
- 1月20日 - 于是之（中国語版）、中華人民共和国の舞台俳優（* 1927年）[114]
- 1月20日 - 原宏、日本の文学者（フランス文学）、慶應義塾大学名誉教授（* 1929年?）[115]
- 1月20日 - 高橋英司、日本の生物学者（動物ウイルス学）、東京大学名誉教授（* 1940年?）[116]
- 1月20日 - 木山潔、日本の演劇プロデューサー（* 1942年）[117]
- 1月20日 - 高井道夫、日本の文学者（フランス文学）、上智大学教授（* 1948年）[118]
- 1月21日 - 渡辺勝美、日本の政治家、元山梨県上九一色村村長（* 1921年）[119]
- 1月21日 - 小林勝彦、日本の元政治家、元上川郡鷹栖町町長（* 1923年）[120]
- 1月21日 - 佐藤泰三、日本の政治家、医師、元参議院議員【自由民主党所属】（* 1924年）[121]
- 1月21日 - 中川行夫、日本の実業家、三東工業社創業者（* 1925年?）[122]
- 1月21日 - 貴志八郎、日本の政治家、元衆議院議員【日本社会党所属】（* 1930年）[123]
- 1月21日 - マイケル・ウィナー、イギリス出身の映画監督、映画プロデューサー、『狼よさらば』の監督（* 1935年）[124]
- 1月21日 - リカルド・ガッローネ、イタリアの実業家、セリエAのUCサンプドリアの会長（* 1936年）[125]
- 1月22日 - 服部禮次郎、日本の元実業家、セイコーホールディングス名誉会長、服部金太郎の孫（* 1921年）[126]
- 1月22日 - 野口耕平、日本の元経営者、元クラヤ薬品（現メディパルホールディングス）社長（* 1924年?）[127]
- 1月22日 - 常盤新平、日本の作家、翻訳家、アメリカ文化研究者、第96回直木賞受賞者（* 1931年）[128]
- 1月23日 - 鈴木セイ、日本の福祉活動家（* 1912年）[129]
- 1月23日 - 下村達、日本の実業家、元日本曹達社長（* 1928年?）[130]
- 1月23日 - 佐藤剛男、日本の政治家、通産官僚、元衆議院議員【自由民主党所属】（* 1937年）[131]
- 1月23日 - モヒカーノ関、日本のピアニスト（* 1954年）[132]
- 1月24日 - 中西実、日本の労働事務次官（* 1910年）[133]
- 1月24日 - 松下良一、日本の実業家、元奥村組副社長（* 1924年?）[134]
- 1月24日 - 石井晴一、日本のフランス文学者、青山学院大学名誉教授（* 1934年）[135]
- 1月24日 - 長富祐一郎、日本の元官僚、元大蔵省関税局長（* 1934年）[136]
- 1月25日 - 山本進一、日本の法学者、元明治大学学長（* 1925年?）[137]
- 1月25日 - 嶋本昭三、日本の前衛芸術家（* 1928年）[138]
- 1月25日 - 才田善彦、日本の実業家、サイタホールディングス会長（* 1929年?）[139]
- 1月25日 - 北川善太郎、日本の法学者（* 1932年）[140]
- 1月26日 - 榛谷美枝子、日本の俳人、協会北海道支部長（* 1916年）[141]
- 1月26日 - 安岡章太郎、日本の小説家（* 1920年）[142]
- 1月26日 - 渡辺亮、日本の実業家、元芝浦製作所社長（* 1925年?）[143]
- 1月26日 - 中嶋宏、日本の医師、第4代世界保健機関事務局長（* 1928年）[144]
- 1月26日 - 小林義武、日本の歴史学者【音楽史】（* 1942年）[145]
- 1月26日 - 亀山助清、日本の俳優・声優（* 1954年）[146]
- 1月27日 - 川井茂悦、日本の実業家、元ユニチカ取締役（* 1930年?）[147]
- 1月28日 - 井上昭文、日本の俳優（* 1927年）[148]
- 1月29日 - 藤縄昭、日本の精神科医、京都大学名誉教授、元国立精神・神経センター精神保健研究所所長（* 1928年）[149]
- 1月29日 - 四代目木村正直、大相撲三役格行司【朝日山部屋所属】（* 1953年）[150]
- 1月30日 - 加藤寛、日本の経済学者、千葉商科大学名誉学長（* 1926年）[151]
- 1月30日 - 藤田玄播、日本の作曲家、編曲家（* 1937年）[152]
- 1月31日 - 志立託爾、日本の実業家、元三菱信託銀行社長（* 1927年?）[153]
- 1月31日 - 窪田弘、日本の実業家、元官僚、元日本債券信用銀行頭取、元理財局長（* 1931年）[154]
- 1月31日 - 宇咲冬男、日本の俳人、作家（* 1931年）[155]
- 1月31日 - 白石保典、日本の実業家、前阪神内燃機工業社長（* 1940年?）[156]